# Jan Wildens

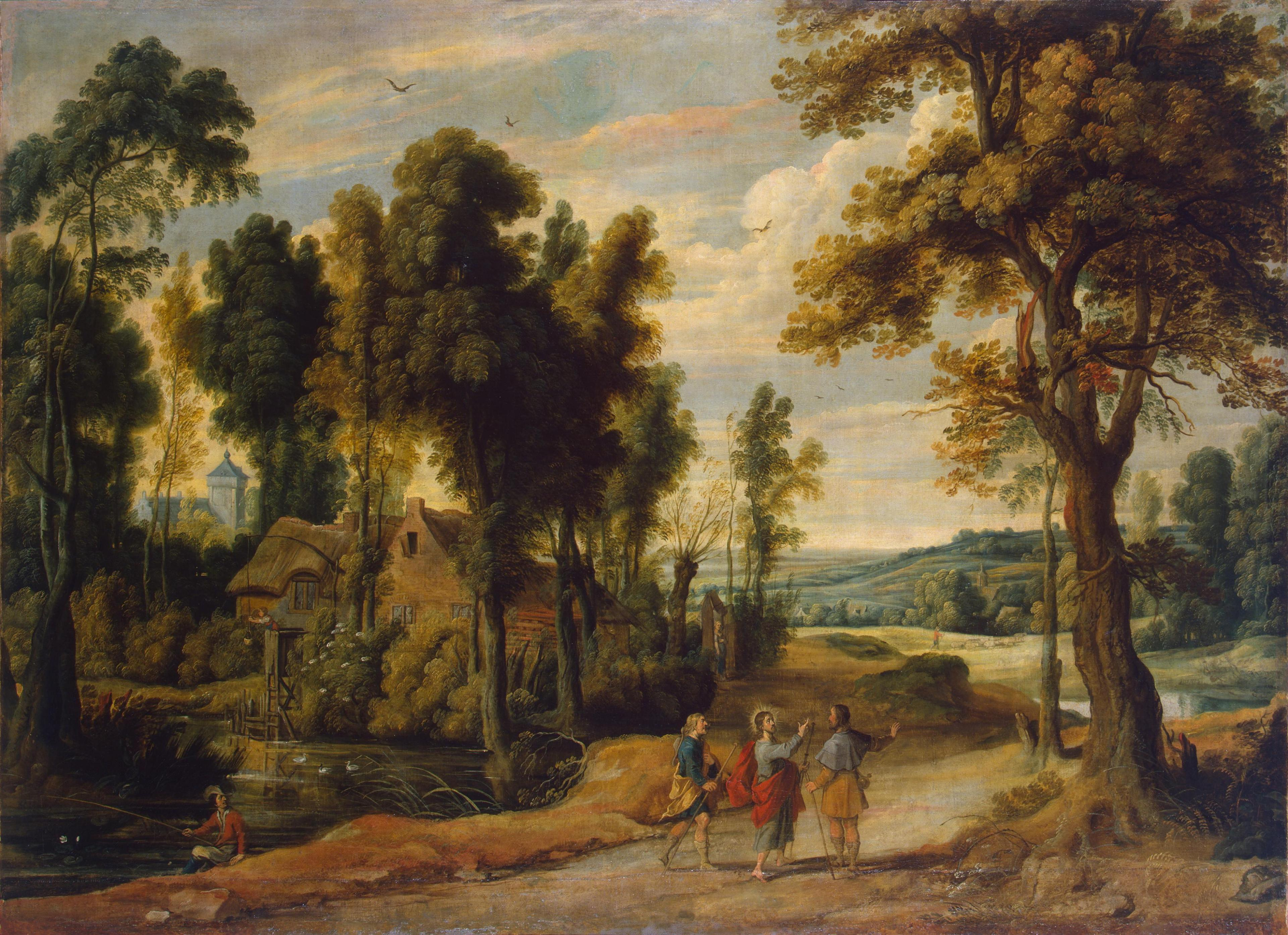
Chrystus z uczniami w drodze do Emmaus, 1624

Jan Wildens (ur. 1595 lub 1596 w Antwerpii, zm. 16 października 1653 tamże) – flamandzki malarz i rysownik barokowy.
Od ok. 1605 był mistrzem gildii św. Łukasza w Antwerpii. W latach 1613–1616 podróżował po Włoszech, po powrocie do ojczyzny prowadził galerię malarską i zajmował się handlem dziełami sztuki.
Jan Wildens tworzył przede wszystkim pejzaże często wzbogacane wizerunkami ludzi i zwierząt. Większość prac wykonał na zlecenie innych artystów, dla których malował pejzażowe tła na ich obrazach. Współpracował w ten sposób z Peterem Rubensem, Jacobem Jordaensem, Fransem Snydersem, Pieterem van Avontem i Cornelisem Schutem. Samodzielne prace Wildensa są dość rzadkie i zazwyczaj niewielkie, przedstawiają często symetryczne kompozycje, których ramy ograniczają pojedyncze drzewa lub ich kępy. Ważną rolę w pracach artysty odgrywa światło, kolorystyka ich jest żywa, a zastosowana paleta ciepła.

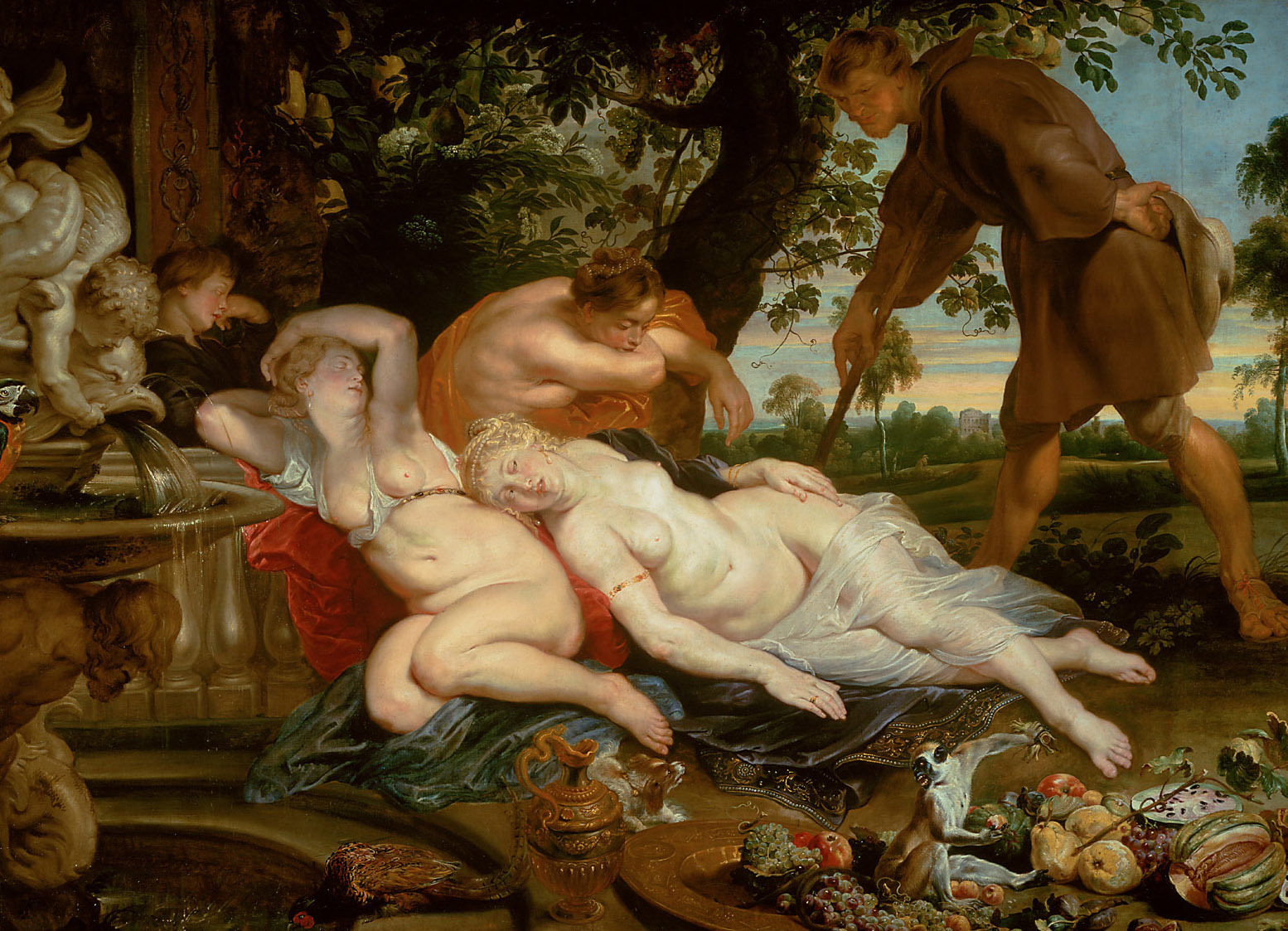
Cimone i Efigenia – obraz Rubensa z 1617 stanowi typowy przykład współpracy flamandzkich artystów. Rubens stworzył jedynie postacie ludzkie, krajobraz jest autorstwa Jana Wildensa, natomiast elementy typowe dla martwych natur namalował Frans Snyders.